# Izabelin (Lublin)
Pour les articles homonymes, voir Izabelin.
Izabelin (prononciation [izaˈbɛlin]) est un village de la gmina de Sosnowica du powiat de Parczew dans la voïvodie de Lublin, situé dans l'est de la Pologne.
Il se situe à environ 23 kilomètres au sud-est de Parczew (siège du powiat) et 51 kilomètres au nord-est de Lublin (capitale de la voïvodie).

## Histoire
De 1975 à 1998, le village est attaché administrativement à l'ancienne Voïvodie de Chełm.

Depuis 1999, il fait partie de la nouvelle voïvodie de Lublin.